# Tropic (navire de 1904)
Pour les articles homonymes, voir Tropic.
Le Tropic est un paquebot-mixte britannique de la White Star Line, deuxième navire de la compagnie à porter ce nom. Construit dans les chantiers navals Harland and Wolff de Belfast, il est à l'origine nommé European et destiné à la compagnie West India and Pacific Steamship Co. de Liverpool. Pour elle, il sert sur l'Atlantique Nord à partir de 1897. Dès 1900, cependant, la flotte de la compagnie est rachetée par la Leyland Line qui exploite à son tour le navire, temporairement réquisitionné dans le cadre de la seconde guerre des Boers.
En 1904, l'European et son jumeau l'American sont transférés à une compagnie sœur, la White Star, qui les renomme Tropic et Cufic et les utilise sur sa ligne à destination de l'Australie pour transporter des marchandises et quelques migrants. Durant le début de la Première Guerre mondiale, le Tropic continue à servir sur sa ligne, transportant de la viande depuis l'Australie pour approvisionner l'Europe en guerre. En 1917, il est cependant réquisitionné officiellement. Le navire reprend ensuite son service australien fin 1919, mais est retiré en 1923 à la suite d'une baisse du trafic sur la ligne.
La compagnie le vend à des démolisseurs italiens à la fin de l'année 1923, ainsi que son jumeau. Arrivé à Gênes, il est racheté par la Soc. Anon. Ligure di Nav. a Vapore qui le renomme Artico et l'exploite durant trois ans. À nouveau vendu à une autre société italienne en 1927, il devient le Transilvania. Après avoir été retiré du service en 1930, il est démoli en 1933.

## Histoire
Au milieu des années 1890, les chantiers Harland and Wolff de Belfast construisent deux navires jumeaux pour une compagnie de Liverpool, la West India and Pacific Steamship Co.. Le premier, l'American, est mis en service fin 1895. Le second est l'European, et les deux navires ont durant leurs près de quarante ans d’existence une carrière très semblable. Lancé le 9 juillet 1896, l'European est terminé au mois de décembre suivant. Il effectue alors sa traversée inaugurale entre Liverpool et La Nouvelle-Orléans le 9 janvier 1897, et sert sur cette ligne durant les trois années suivantes sans connaître d'incident.
En 1900, la Leyland Line, importante compagnie de cargos britannique, rachète les vingt navires composant la flotte de la West India and Pacific Steamship Co.. L'European ne change pas de nom et est aussitôt réquisitionné comme transport de guerre dans le cadre de la seconde guerre des Boers. Dès 1901, la société est en partie acquise par John Pierpont Morgan, financier américain qui l'inclut à son trust, l'International Mercantile Marine Co. en 1902. Les années qui suivent voient bon nombre de transferts de navires entre les différentes compagnies formant le trust. C'est ainsi que l'American et l'European sont vendus à la White Star Line en 1904, devenant le Cufic et le Tropic. Le Tropic est le deuxième navire à porter ce nom, après un cargo possédé brièvement par la compagnie.
Les deux navires sont affectés à la ligne de l'Australie, en remplacement du Nomadic et du Tauric eux-mêmes transférés à la Dominion Line. Ils servent aux côtés des cinq navires de classe Jubilee. Le Tropic effectue sa première traversée entre Liverpool et Sydney en juillet 1904 et continue son service sur cette ligne durant dix ans, transportant principalement des marchandises, mais également parfois des migrants. Un incident est relevé en 1905, lorsque le navire s'échoue au large du Chili : la raison de sa présence dans ces eaux n'est pas claire mais il est probable qu'il avait fait escale en Nouvelle-Zélande pour son retour d'Australie, et devait passer ensuite par l'Amérique du Sud contrairement à son itinéraire habituel. Le navire souffre d'importants dommages, tandis que son commandant en second et son commissaire de bord se noient. En décembre 1908, le navire est également impliqué dans une collision.
En 1914, tandis que son jumeau est converti en croiseur auxiliaire pour les besoins de la Première Guerre mondiale, le Tropic reste sur la ligne Australienne, ramenant ainsi de la viande au Royaume-Uni. À partir de juin 1917, et jusqu'en juillet 1919, il est réquisitionné dans le cadre du Liner Requisition Scheme. Après le conflit, le Tropic reprend son service australien durant trois ans. La baisse du trafic oblige cependant la White Star à le retirer du service et à le mettre en vente en décembre 1923, de même que son jumeau. Vendu à la société Ditta L. Pittaluga, il se rend à Gênes et est aussitôt vendu à la compagnie locale Soc. Anon. Ligure di Nav. a Vapore qui le renomme Artico et l'exploite durant trois ans. En 1927, Pittaluga le rachète et le renomme Transilvania. Il continue à servir jusqu'à son retrait le 2 février 1930. Il est démoli plus de trois ans plus tard, en 1933, sans avoir été utilisé entre-temps.

## Caractéristiques
Le Tropic est un navire typique des constructions des chantiers Harland and Wolff de la fin du XIXe siècle, arborant quatre mâts et une cheminée. Il est ainsi très semblable au Victorian et à l'Armenian, construits en même temps que lui par les mêmes chantiers. C'est un cargo de taille imposante pour l'époque, avec 145 mètres sur 16,8 et 8 266 tonneaux de jauge brute. Il affiche ainsi des dimensions similaires à son jumeau, bien que son tonnage soit très légèrement supérieur.
Le navire est avant tout conçu pour transporter des marchandises. Il lui est également possible d'embarquer du bétail. Il peut également transporter à l'origine une soixantaine de passagers de deuxième classe, et, par la suite, quelques immigrants durant son service australien. Sa propulsion est assurée par des machines alternatives à triple expansion alimentant deux hélices, qui lui permettent d'atteindre une vitesse assez faible, de 11 nœuds, adaptée avant tout au transport de marchandises.